# Rimal Al Wahiba

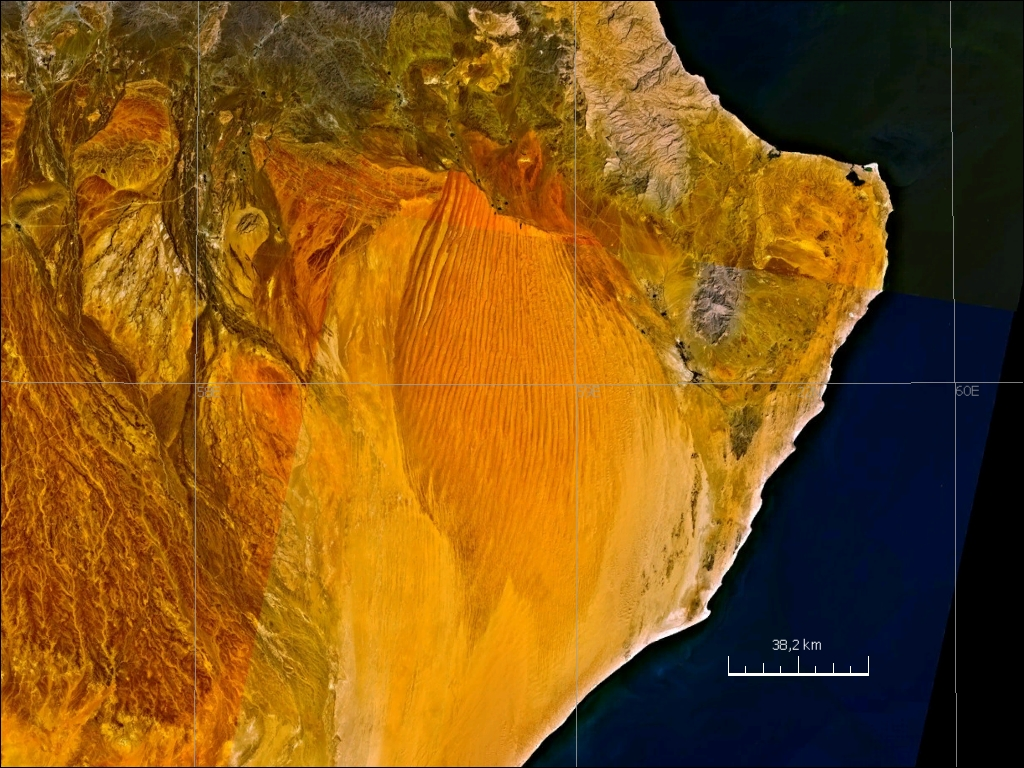
Satellitenbild

Die Rimal Al Wahiba, Wahiba Sands oder Scharqiyya Sands (arabisch رمال آل وهيبة, DMG Rimāl Āl Wahība) ist eine Wüste in der Region Dschanub asch-Scharqiyya im Osten des Oman. Das Gebiet erstreckt sich über 180 km von Norden nach Süden und ist etwa 80 km breit. Die Flächenausdehnung beträgt rund 12.500 km².
Ghaf-Bäume (Prosopis cineraria) wachsen hier, im Winter „ergrünt“ die Wüste stellenweise.
Die großen Dünen im Norden verlaufen parallel zueinander in Nord-Süd-Richtung, wie selbst auf dem Satellitenbild noch gut zu erkennen ist. Dazwischen befinden sich in zwei der zwischen den Dünen entstehenden Trichter Fahrstrecken, die mehrmals täglich von Beduinen und Besuchern mit Allradfahrzeugen befahren werden. Diese Strecken sind nicht abgesteckt oder befestigt, sondern bilden sich ausschließlich durch Reifenspuren vorhergehender Fahrzeuge. Etwa 20 Kilometer südlich des Nordendes befinden sich mehrere Touristen-Camps, die teilweise neuerdings auch über eine Schotterpiste erreicht werden können. In der Mitte der Wahiba Sands befinden sich einige Beduinen-Behausungen. Mittlerweile leben sogar einzelne Menschen aus Indien und Bangladesch dort.
Im Sommer wird es extrem heiß in den Wahiba Sands. Das Befahren ist dann nur in den frühen Morgenstunden zu empfehlen. Unabhängig von der Jahreszeit sollte immer ein sehr großer Vorrat Wasser, sowie Ersatzbenzin (sehr hoher Verbrauch im tiefen Sand) und Material zum Befreien eines Fahrzeuges aus tiefem Sand mitgeführt werden. Ein Zweitwagen sorgt zudem für gegenseitige Sicherheit und erlaubt mitunter ein Herausziehen des jeweils anderen Wagen aus tiefem Sand.

## Bilder

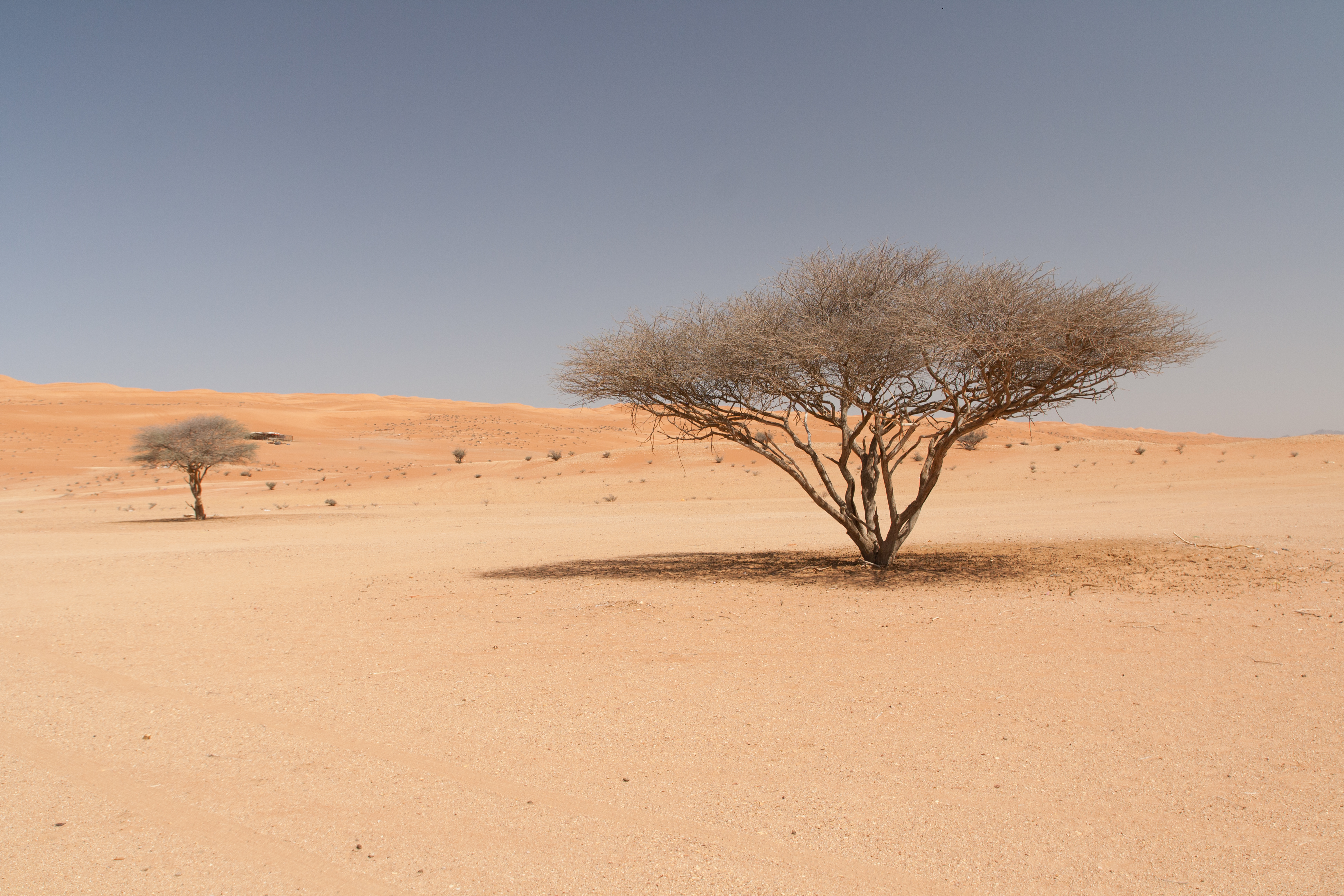
Schirmakazie (Vachellia tortilis)
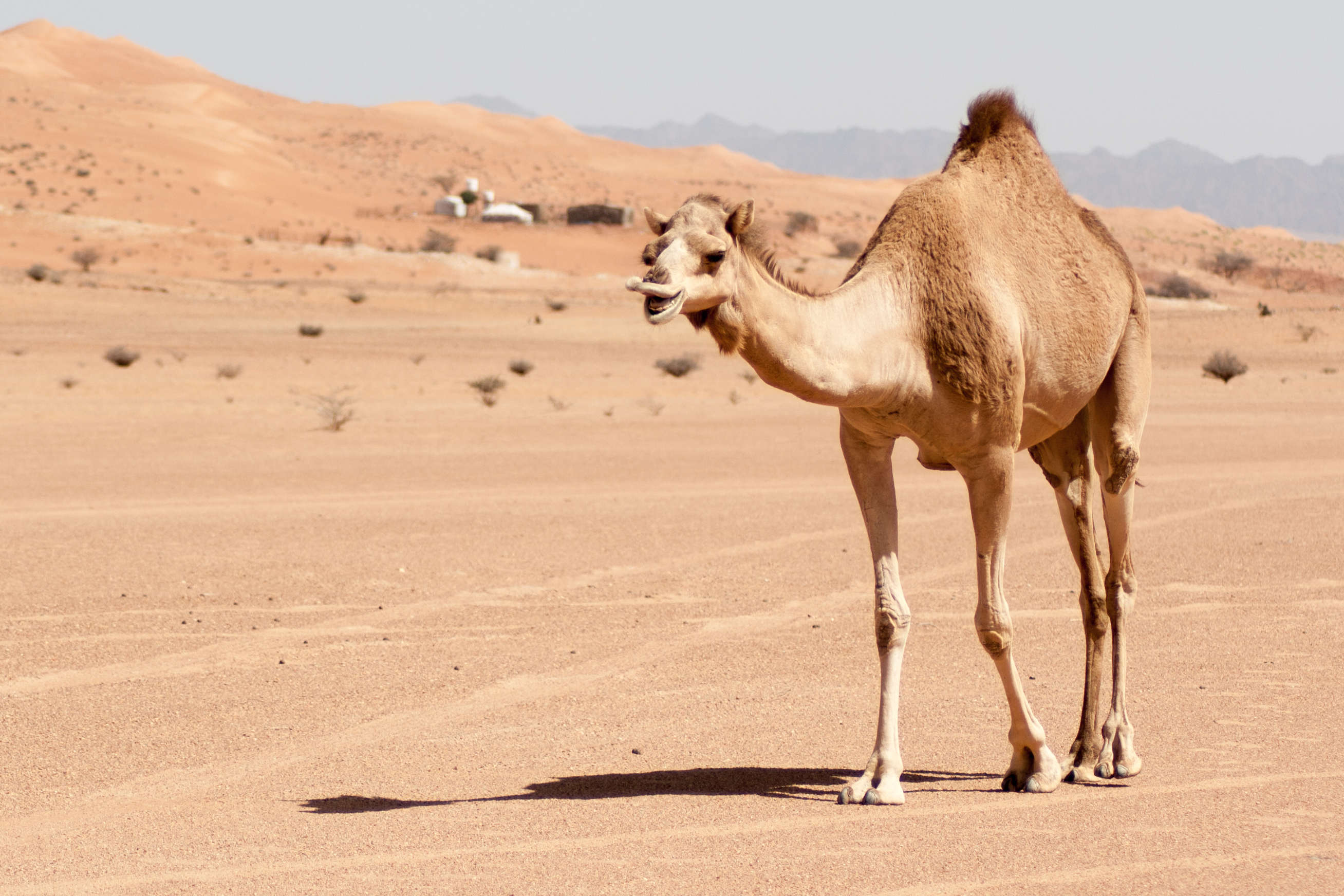
Dromedare als lokale Wüstenfauna
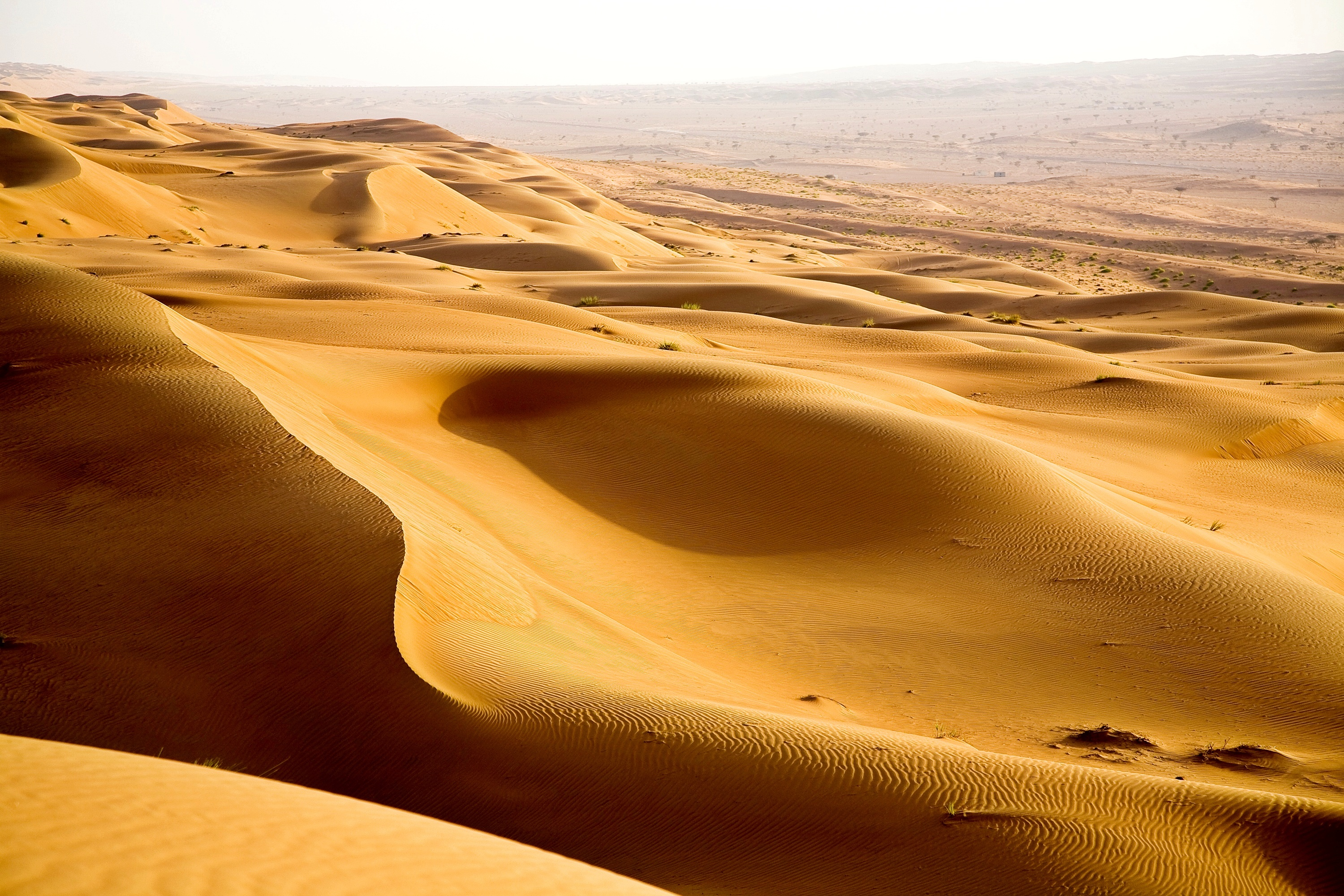
Wahiba Sands
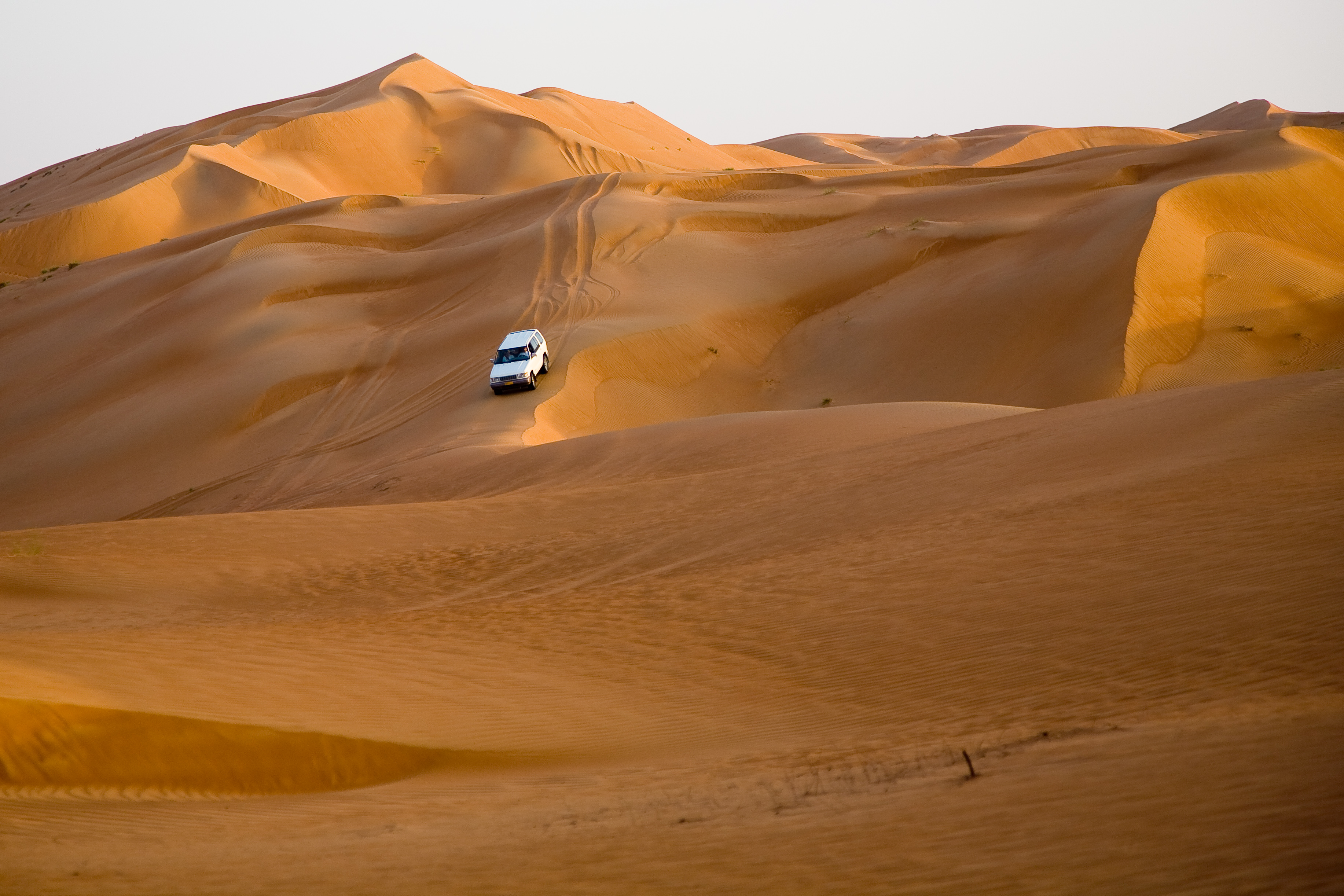
Wahiba Sands